# Tonny Vorm
Tonny Vorm (født 5. september 1967) er en dansk journalist, chefredaktør og forfatter.
Vorm er cand. mag. i engelsk og har været redaktionschef på magasinet Euroman, inden han i 2012 blev chefredaktør på Illustreret Videnskab Historie. Siden 2002 har han tillige været litteraturskribent ved Dagbladet Information. Vorm er forfatter til flere fagbøger om international cykling, amerikansk litteratur, maratonløb og spansk fodbold. Han har desuden oversat flere bøger, deriblandt Atticus Lishs roman Forberedelse til næste liv (2016), Paul Theroux' rejseklassiker Den store jernbanebasar (2016) og Peter Schmeichels selvbiografi One (2021).